# Mlake, Muta
Mlake je naselje v Občini Muta.